# Fédération ouvrière régionale paraguayenne
La Fédération ouvrière régionale paraguayenne (FORP) a été la première fédération ouvrière de la république du Paraguay, elle est fondée en 1906. Si la centrale syndicale a pour but de réunir l'ensemble du prolétariat et abrite diverses opinions politiques et philosophiques, l'anarcho-syndicalisme a eu pendant les premières années une influence déterminante. La FORP était considérée comme une organisation sœur de la Fédération ouvrière régionale argentine.
Entre 1906 et 1915, année de sa dissolution, la FORP a soutenu les plupart des actions syndicales et des grèves qui ont eu lieu à Asunción et dans l'intérieur du pays.

## Origines
Les premiers syndicats d'artisans et d'ouvriers sont apparus au Paraguay dans les années 1880, avec la création de la Société de Secours Mutuel « Sainte Cruz », qui acceptait uniquement des ouvriers.
Le 22 octobre 1882, la Société de Secours Mutuel « Les Artisans du Paraguay » est fondée, qui permettait déjà l'affiliation d'éléments hétérogènes à la société, qu'ils soient ouvriers, artisans, ou intellectuels. Mais, ces tentatives isolées n'ont pas perduré du fait du caudillisme et des interventions politiques. En 1882 était également fondée la Société Cosmopolite de Secours Mutuelle “Les Véritables Artisans", scission des "Artisans du Paraguay". "Les Véritables Artisans" passent pour l'ancêtre du premier syndicat ouvrier du pays.
Pendant la décennie du 1890 et les premières années du XXe siècle, divers syndicats se sont formés. Ils réclamaient, entre autres choses, la journée de travail de 8 heures et l'augmentation des salaires. Parmi ces organisations les plus notables sont : le Syndicat des Cheminots de la Gare Centrale (Sindicato de Ferroviarios de la Estación Central, fondé en 1889), le Syndicat des Boulangers (Sindicato de Panaderos, en 1893), le Syndicat des Coiffeurs (Sindicato de Peluqueros, en 1898) et le Syndicat des Menuisiers (Sindicato de Carpinteros, en 1901).
La première tentative d'unification du mouvement syndical a lieu en 1893 avec la création de l'Association Cosmopolite. Puis lui succédèrent l'Association Générale des Travailleurs, en 1897, et le Centre Général des Ouvriers, en 1904. Ces expériences n'ont pas duré longtemps, du fait de la répression du gouvernement, et par le fait que le mouvement syndical commençait tout juste à se former au Paraguay.

## La fondation et l'organisation de la FORP
La FORP est né en 1906 lorsque trois syndicats de résistance se sont unis : la Société des Ouvriers Graphiques (Sociedad de Obreros Gráficos), le Syndicat de Résistance des Ouvriers Menuisiers (Sindicato de Resistencia de Obreros Carpinteros) et le Syndicat des Cochers (Sindicato de Cocheros) ; auxquels se sont par la suite ajoutés divers autres syndicats. José Serrano est élu en tant que Secrétaire général. Les statuts qui sont rédigés au Congrès constitutif de la FORP sont fortement inspirés de ceux de la FORA argentine, c'est-à-dire avec une claire tendance anarcho-syndicaliste. 
En 1913, après les perécutions du gouvernement d’Albino Jara, la FORP décide de se réorganiser et lors d'un nouveau congrès, le syndicat adopte le même pacte de solidarité de 1906. José Cazzulo est élu Secrétaire général.

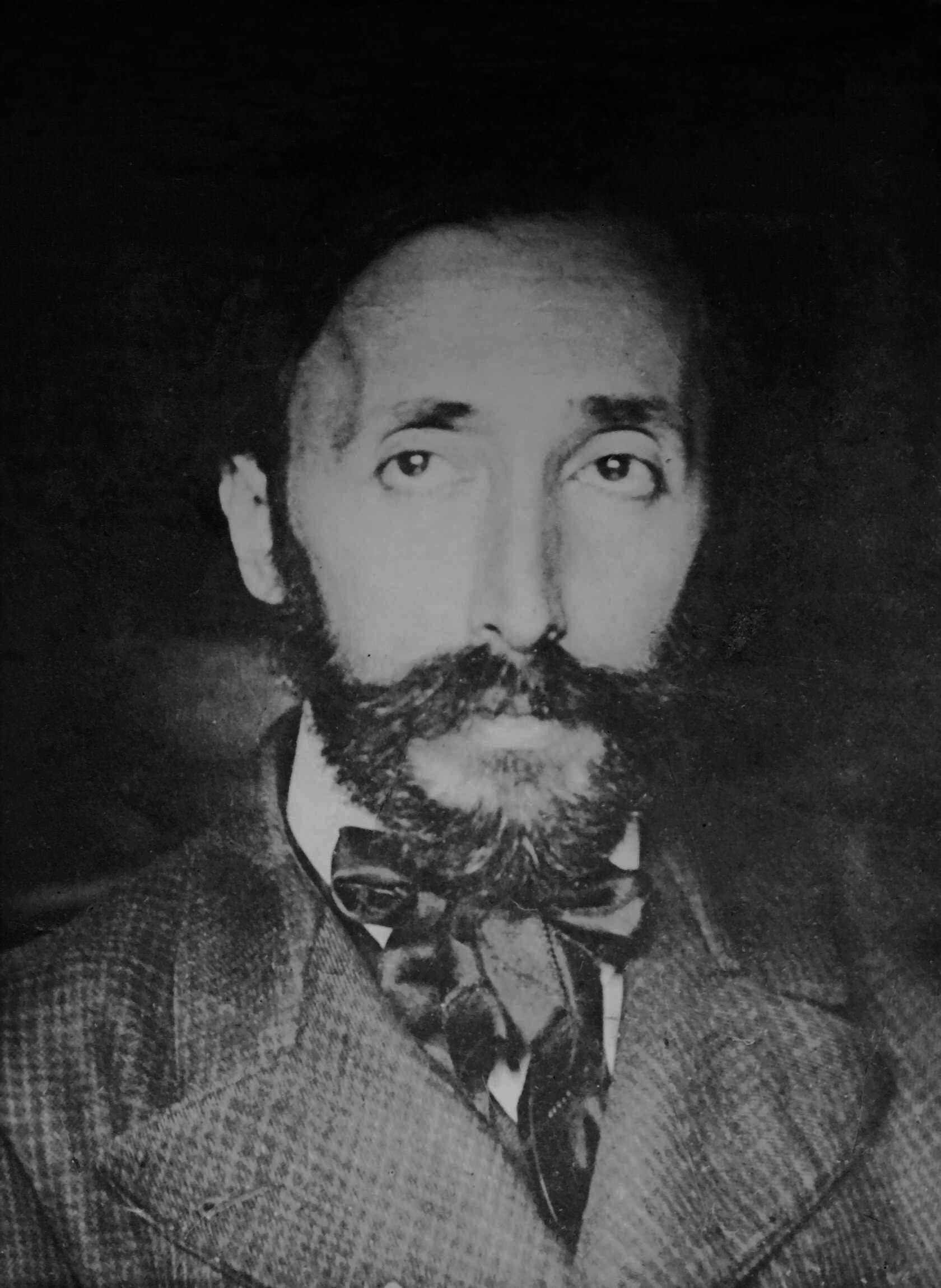
Rafael Barrett (1876-1910).

## La presse de la Fédération
La FORP a compté plusieurs titres de presse.  Entre autres, L'Éveil (El Despertar, 1906), Germinal de Rafael Barrett, et Bertotto, qui travaillent étroitement avec la Fédération en 1908, L'Aube (El Alba), La Rébellion (La Rebelión), Vers le Futur (Hacia el Futuro, 1910), La Tribune (La Tribuna), et La Protestation (La Protesta, 1915).

## Dissolution de la FORP et création du CORP
En 1915, la FORP s'est, d'après Ciriaco Duarte, noyée dans un compromis politique aux mains de réformistes. Consécutivement, elle a été dissoute cette année là. 
Mais un groupe de la FORP, composé majoritairement de jeunes intellectuels, décida malgré tout de fonder le Centre ouvrier régional du Paraguay (CORP), pour poursuivre la lutte pour l'émancipation des travailleurs.

## Secrétaires généraux de la FORP
- José Serrano: 1906 - 1913
- José Cazzulo: 1913 - 1915